# Estimata takkhalii
Estimata takkhalii är en fjärilsart som beskrevs av Wolfgang Dierl 1983. Estimata takkhalii ingår i släktet Estimata och familjen nattflyn. Inga underarter finns listade i Catalogue of Life.